# Mystery Castle
Mystery Castle is een attractie in het Duitse attractiepark Phantasialand. Het is een deels Bungee Drop en deels walkthrough van attractiebouwer Intamin. De attractie bevindt zicht in het themagebied Mystery.

## Verhaal
In zijn hebzucht naar macht sloot een voorvader van de familie Stoffer een pact met de duivel. Dat was duidelijk de verkeerde keuze: niemand van zijn nakomelingen werd ouder dan dertig jaar en Mystery Castle werd onzichtbaar in het landschap. Om de vloek te overwinnen bouwde Uld Von Windhoven, de jongste man van de familie, een grote machine waarmee hij de positieve krachten van de bezoekers trachtte te bundelen om zo het ultieme kwaad te verdrijven uit zijn kasteel.

## Ritbeschrijving
Het eerste gedeelte van Mystery Castle is een walkthrough. Bezoekers lopen door verschillende ruimtes van het kasteel van de Von Windhofens. Op een aantal plaatsen stonden acteurs opgesteld die zich voordeden als mystiek wezen en als doel hadden bezoekers te laten schrikken door bijvoorbeeld plotseling achter een pilaar vandaan te komen. Deze acteurs keerden na de coronacrisis niet meer terug. Aan het eind van de walkthrough bevindt zich een animatronic van een van de Von Windhofens.
De bungee drop bevindt zich in de 65-meter hoge toren, de snelheid is 72 km/h, en er is plaats voor 48 bezoekers. Nadat de beugels sluiten, dimmen de lichten en worden de passagiers omhoog geschoten. De bungee drop heeft drie ritprogramma's: twee korte, waarbij de passagiers in één keer omhoog en omlaag gaan, en één lange (voor als het bijvoorbeeld rustig is). Hierbij gaan de stoelen eerst tot ongeveer de helft van de toren, vallen dan weer naar beneden, waarna op hoge snelheid naar de top, op 48,6 meter hoogte, worden gebracht.

### Veiligheid

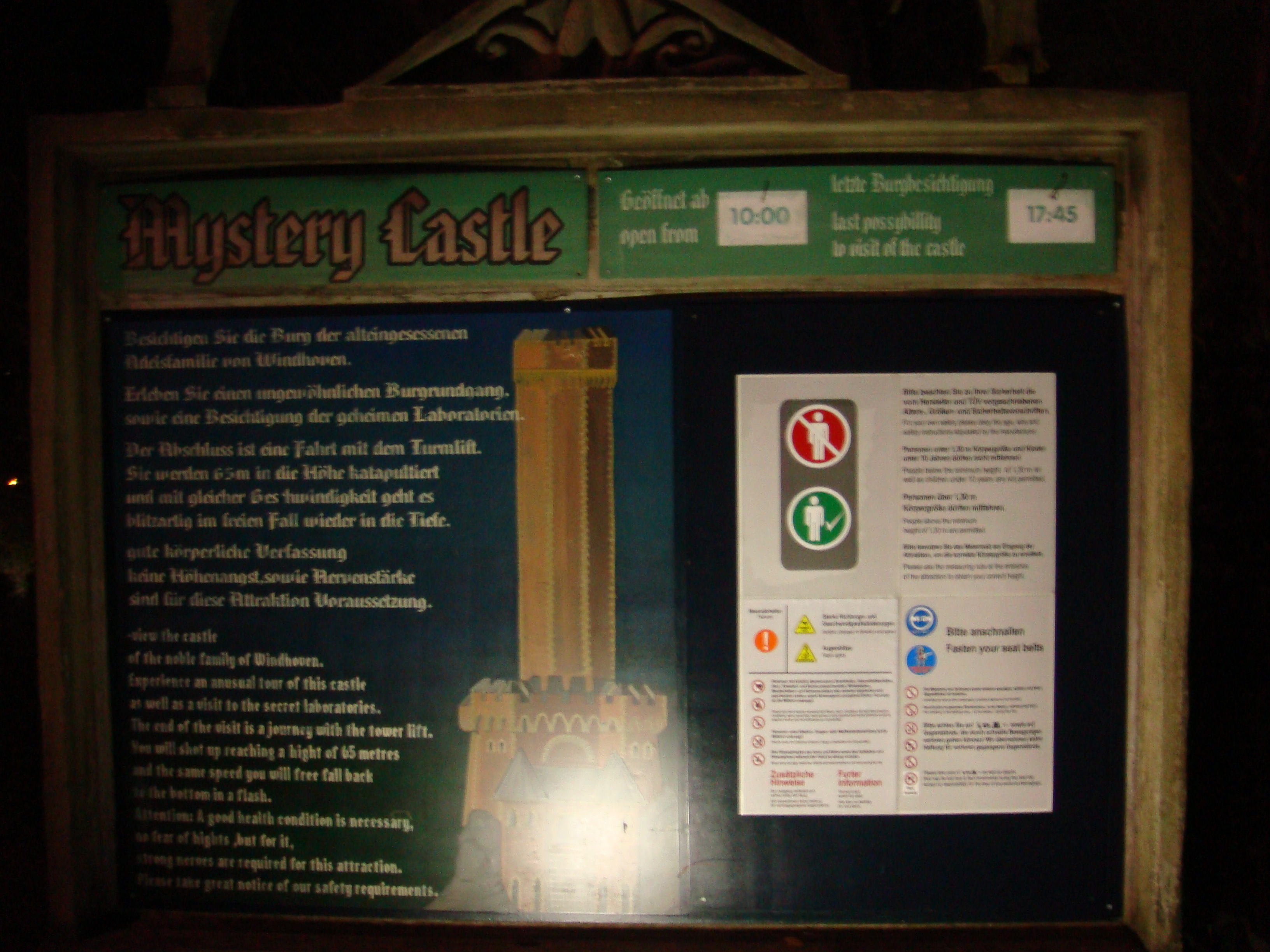
Veiligheidswaarschuwing bij de ingang

Om veiligheidsredenen dienen alle bezoekers een lengte te hebben van tussen de 130 cm en 195 cm en een minimale leeftijd van tien jaar. Mystery Castle is verboden voor personen met cardiologische aandoeningen en personen die zwanger zijn. Tijdens de rit zitten bezoekers in een schouderbeugel.
Lijst van attracties in Phantasialand · Quick Pass · afbeeldingen